# 能登 (船)
能登（のと）は、日本の奈良時代の船である。761年に遣渤海使船になり、帰りの762年に嵐に遭ったが、無事に帰着した。763年に従五位下の位階と錦冠を授かった。

## 解説
天平宝字5年（761年）10月、朝廷は渤海に遣使することを決め、22日に高麗大山を遣高麗使に任命した。能登はこの遣使の船として建造されたらしい。このとき藤原仲麻呂より渤海との軍事協定をとりつける命を帯びていたが失敗におわり、大山は船上で病に倒れた。天平宝字6年（762年）10月1日、船は本州に着き、一行は越前国加賀郡で休養をとった。大山の病は癒えず、佐利翼津まで来て亡くなった。
船はふたたび渤海の使者の王新福ら一行を乗せて北陸から出港することになった。その損傷の具合からいったん修理が行われたが、随行するはずの送使・多治比小耳、判官・平群虫麻呂らは渡航をやめ、船師の板振鎌束（いたぶりのかまつか）を筆頭につけて送り出した。天平宝字7年（763年）春、渤海使は本国に無事に送還された。
しかし大陸で帰国者などを載せた船は、日本への帰途に就いたときに風波が急になり、日本海を漂流した。人々は船霊を頼り、無事に国に着いたら必ず朝廷に請い錦冠で報いようと祈った。船に錦冠を授けることは、天平宝字2年（758年）3月16日の播磨・速鳥に先例があり、一行はこのことを知っていたのであろう。船は漂流の末、隠岐にたどり着いた。天平宝字7年8月12日に、朝廷は能登に従五位下の位を授けている。約束の錦冠は、表の布地を錦に、裏を絁（あしぎぬ）にして、紫の組紐を垂らしたものであった。
能登号はこの帰途の暴風のために船員を失ったが、一行の筆頭である船師の鎌束は、これを乗船していた帰国者の身内（留学生・高内弓（こうのうちゆみ。渤海で音楽を学ぶ。）の外国人妻、およびその嬰児と乳母）や優婆塞による災厄と決めつけ、水手に命じて4名を海に投じさせた。この罪を負って鎌束は投獄されている。このとき能登号には入唐学問僧の戒融も乗船していたが、彼は海に投げ込まれることは無かった。